# Sicyopterus japonicus
Sicyopterus japonicus es una especie de peces de la familia de los Gobiidae en el orden de los Perciformes.

## Alimentación
Come algas.

## Hábitat
Es un pez de clima subtropical y demersal.

## Distribución geográfica
Se encuentran en Asia: el Japón

## Observaciones
Es inofensivo para los humanos.